# Bret Iwan
Bret Iwan (ur. 10 października 1982 roku) – amerykański aktor głosowy, rysownik, oraz czwarty aktor udzielający głosu Myszkce Miki po zmarłym Waynie Allwinie. W 2004 roku ukończył Ringling College of Art and Design w Sarasocie na Florydzie.
Iwan został jako pierwszy zapytany przez właścicieli Disneya o chęć przyjęcia roli Myszki Miki, krótko po śmierci Wayne'a Allwine'a 18 maja 2009 roku – aktorze, który udzielał głosu tej postaci 32 lata. Pierwsze dialogi dla tej postaci Iwan nagrał dla parku rozrywki Animal Kingdom, 2009 Disney On Ice: Celebrations, oraz Disney Live: Rockin' Road Show.
Czwarta seria Klubu przyjaciół Myszki Miki będzie pierwszą, telewizyjną rolą Breta Iwana jako Myszka Miki.

## Filmografia
- 2013 - Kingdom Hearts HD 1.5 Remix - Król Myszka Miki (tylko w Kingdom Hearts: 358/2 Days; wer. angielska)
- 2012 - Epic Mickey: Power of Illusion - Myszka Miki
- 2012 - Epic Mickey 2: The Power of Two - Myszka Miki
- 2012 - Kingdom Hearts 3D: Dream Drop Distance - Król Myszka Miki (wer. angielska)
- 2011 - Kinect Disneyland Adventures - Myszka Miki
- 2010 – Epic Mickey – Myszka Miki
- 2010 – Kingdom Hearts re:coded – Król Myszka Miki (wer. angielska)
- 2010 – Kingdom Hearts: Birth by Sleep – Król Myszka Miki (wer. angielska)
- od 2010 – Klub przyjaciół Myszki Miki – Myszka Miki (od 4 sezonu)